# Pastor de Valée
El pastor polaco de Valée o pastor polaco de las llanuras (en inglés Polish Lowland Sheepdog, en polaco Polski Owczarek Nizinny) es una raza de perro pastor lanudo de tamaño medio originario de Polonia.

## Descripción

### Apariencia
El pastor polaco es un perro musculoso de manto grueso doble que puede ser de cualquier color y motivo, siendo los colores blanco, gris y marrón los más comunes con marcas negras, grises o marrones. Su color normalmente se va volviendo más oscuro según van creciendo. El manto interior es suave y denso, mientras que el exterior es duro y puede ser ondulado o liso, pero no rizado. El pelo de la cabeza hace que la cabeza parezca mayor de lo que realmente es, cubriéndole además los ojos.
Los machos miden entre 45 y 50 cm y las hembras entre 42 y 47 cm, pesando los machos 40-50 libras y 30-40 las hembras.
El cuerpo es cuadrado, parece rectangular debido a la abundancia de pelo, con una relación de altura-longitud de 9:10, es decir, para un perro de 45 cm de alto, su cuerpo medirá unos 50 cm de longitud. La cola puede ser muy corta e incluso puede cortarse.

## Temperamento

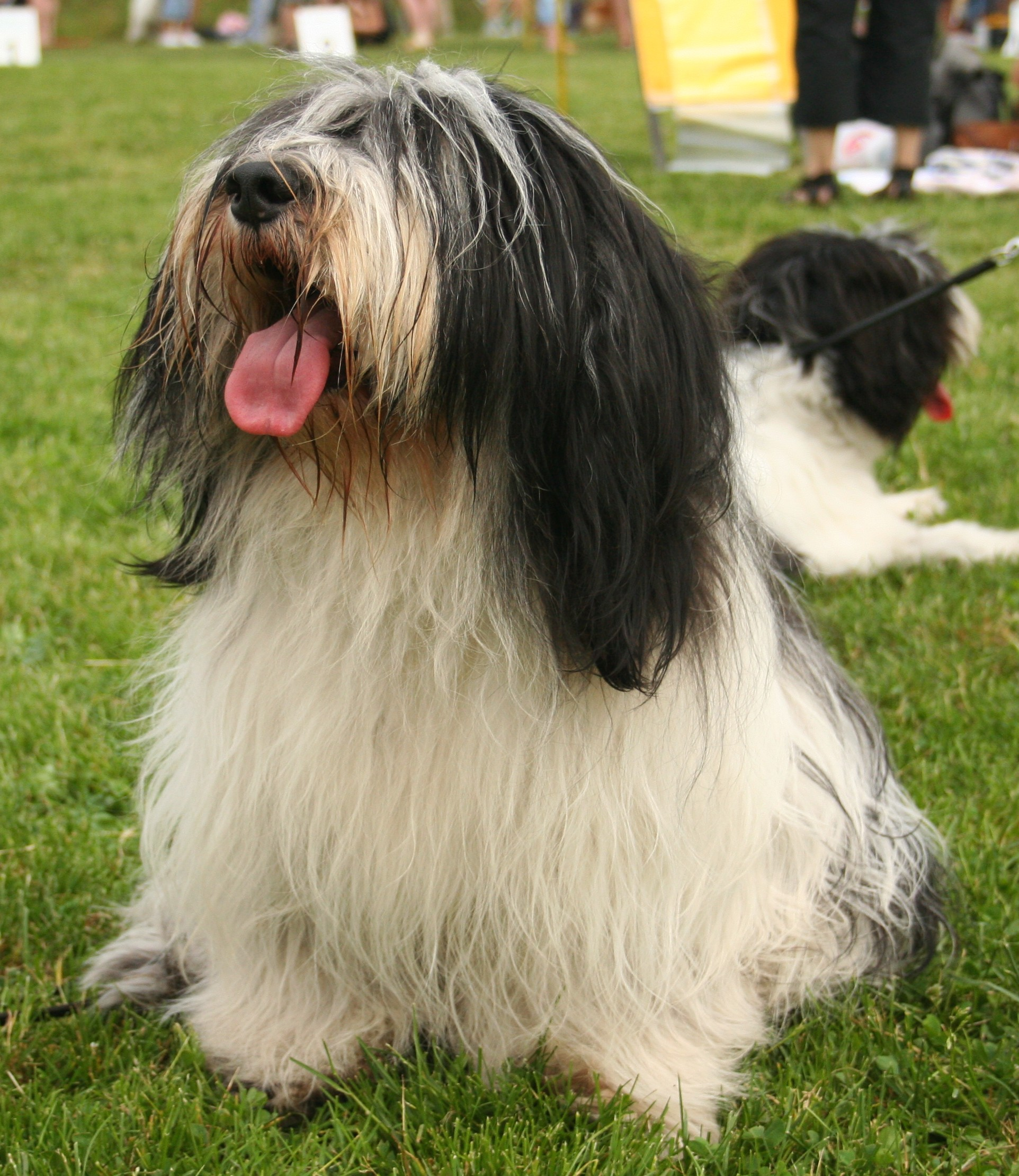
En un show en Racibórz, Polonia.

Son estables, seguros y tienen una memoria excelente que puede ser trabajada, aunque esta raza puede dominar a su amo si éste tiene una voluntad débil. Se adaptan bien en condiciones muy variadas y son populares como perros de compañía en apartamentos, pero necesitan un ejercicio moderado a diario.